# Myotis capaccinii
Il vespertilio di Capaccini (Myotis capaccinii  Bonaparte, 1837) è un pipistrello della famiglia dei Vespertilionidi diffuso nell'Ecozona paleartica.

## Descrizione

### Dimensioni
Pipistrello di piccole dimensioni, con la lunghezza della testa e del corpo tra 42 e 57 mm, la lunghezza dell'avambraccio tra 38 e 44 mm, la lunghezza della coda tra 35 e 45 mm, la lunghezza del piede tra 12 e 15 mm, la lunghezza delle orecchie tra 14 e 17 mm, un'apertura alare fino a 26 cm e un peso fino a 10 g.

### Aspetto
La pelliccia è corta, soffice, densa e setosa. Le parti dorsali sono grigio-brunastre chiare, mentre le parti ventrali variano dal bianco al giallastro, nettamente demarcate da quelle superiori particolarmente tra le orecchie e lungo le spalle. La base dei peli è ovunque bruno-nerastra. Il muso è privo di peli, bruno-rosato o grigio scuro e con le narici prominenti. Le orecchie sono di dimensioni normali, bruno-grigiastre e con un incavo superficiale sul bordo posteriore. Il trago è circa la metà del padiglione auricolare, curvato e con l'estremità arrotondata. Le ali sono bruno-grigiastre e attaccate posteriormente sulle caviglie. I piedi sono grandi, lunghi circa quanto la tibia, con le dita ricoperte di lunghi peli e munite di lunghi artigli. Il calcar è lungo e dritto, con un lobo terminale poco sviluppato o assente. La punta della lunga coda si estende leggermente oltre l'ampio uropatagio, il quale è bruno-grigiastro e ricoperto densamente di peli brunastri, particolarmente alla base e lungo gli arti inferiori, anch'essi ricoperti. Il cariotipo è 2n=44 FNa=52 o 50 nella popolazione italiana.

### Ecolocazione
Emette ultrasuoni ad alto ciclo di lavoro sotto forma di impulsi di durata intermedia a frequenza modulata iniziale di 85–90 kHz, finale di 32 kHz e massima energia a 28–35 kHz.

## Biologia

### Comportamento
Si rifugia in colonie numerose fino a 50.000 individui all'interno di grotte, miniere e fessure rocciose non lontano da fonti d'acqua. In inverno i sessi vivono insieme e si accoppiano, mentre da marzo a giugno si separano per migrare nei ricoveri estivi, condividendoli spesso con altri pipistrelli come il miniottero comune, il vespertilio maghrebino, il ferro di cavallo maggiore e il ferro di cavallo euriale. Entra in ibernazione nei periodi più freddi da dicembre a febbraio. Effettua spostamenti locali di 40-50 con punte fino a 140 km tra i differenti siti stagionali. L'attività predatoria inizia dopo il tramonto prima della notte fonda. Il volo è rapido, agile con frequenti variazioni di direzione e fluttuante.

### Alimentazione
Si nutre di insetti, particolarmente tricotteri, neurotteri, chironomidi, culicidi e talvolta anche di avannotti di pesci catturati poco sopra superfici d'acqua o appena sotto di esse.

### Riproduzione
Danno alla luce un piccolo alla volta nel mese di giugno dopo due mesi di gestazione. Femmine gravide sono state catturate in Algeria nel mese di marzo, mentre altre che allattavano sono state catturate nei primi di giugno. Nel Marocco giovani con le loro madri osservati a fine maggio indicano che in questa parte dell'areale le nascite avvengono tra la fine di aprile e i primi di maggio. I piccoli iniziano a volare dopo 3-4 settimane.

## Distribuzione e habitat
Questa specie è diffusa nell'Europa meridionale, dalla Spagna, Isole Baleari, Francia, Slovenia, Croazia, Bosnia ed Erzegovina, Montenegro, Serbia, Macedonia, Albania, Grecia, Bulgaria, Romania meridionale, isole della Corsica,  e di Creta, coste meridionali dell'Anatolia, Siria, Libano, Israele settentrionale fino all'Iraq sud-orientale e all'Iran occidentale. In Africa è diffusa lungo le coste mediterranee del Marocco nord-orientale e dell'Algeria e nella Tunisia settentrionale. In Italia è presente nella parte sud-occidentale, nord-orientale, tutte le regioni centrali e meridionali eccetto la Calabria e l'estrema parte meridionale della Puglia, in Sardegna e Sicilia.
Vive nei boschi e boscaglie in ambienti carsici ed alluvionali nelle prossimità di fiumi, corsi d'acqua di montagna, laghi e lagune fino a 1.000 metri di altitudine.

## Conservazione
La IUCN Red List, considerato il declino di circa il 30% della popolazione previsto nei prossimi 15 anni a causa del disturbo arrecato nei rifugi, dell'inquinamento delle acque dove si nutre e del degrado del proprio habitat anche a causa del turismo, classifica M.capaccinii come specie vulnerabile (VU).